# Erich Obermayer
Erich Obermayer (født 23. januar 1953 i Wien, Østrig) er en tidligere østrigsk fodboldspiller, der som forsvarer på Østrigs landshold deltog ved både VM i 1978 i Argentina og VM i 1982 i Spanien. Ved sidstnævnte turnering var han desuden holdets anfører. I alt spillede han 50 landskampe, hvori han scorede ét mål.
Obermayer spillede på klubplan hele sin karriere, i alt 18 sæsoner, hos Austria Wien i hjemlandet. Her var han med til at vinde hele otte østrigske mesterskaber.